# 云南地不容
云南地不容（学名：Stephania yunnanensis）是防已科千金藤属的植物，是中国的特有植物。分布于中国大陆的云南等地，多生长于石灰岩石山上，目前尚未由人工引种栽培。
种加词 yunnanensis 意为“云南的”。

## 异名
- Stephania yunnanensis H. S. Lo var. trichocalyx H. S. Lo et M. Yang